# Laurence Sterne
Laurence Sterne (født 24. november 1713 i Clonmel i Irland, død 18. marts 1768 i London) var en britisk præst og humoristisk forfatter.
Han var søn af en officer, der med sit regiment blev kommanderet fra sted til sted, så Laurence førte en meget omflakkende tilværelse, indtil en slægtning tog sig af ham og betalte for hans skolegang og ophold ved universitetet.
1732 kom han til Cambridge og blev i 1740 magister (Master of Arts). Året efter skaffede en onkel ham et præstekald i Sutton samt et kanonikat i York.
Sterne giftede sig og levede et stille liv på landet, indtil han 1759 i York udgav de to første bind af romanen Tristram Shandy (The Life and Opinions of Tristram Shandy, Gent. Dansk oversættelse Tristram Shandys levned og meninger, 1976, 2. udg. 2004), der med et slag gjorde ham berømt. Han rejste nu til London, hvor bogen havde gjort stor lykke, og hvor en ny udgave kort efter udkom. Her blev han i høj grad feteret, og han forfulgte sit held ved at udgive Sermons of Mr. Yorick 1760, et navn, der er hentet fra Tristram Shandy. Ligeledes fortsatte han denne roman, der indtil 1769 udkom i 9 bind.
1762 og de følgende år rejste Sterne i Frankrig og Italien, og resultatet af disse rejser var romanen A Sentimental Journey by Mr. Yorick fra 1768 (dansk oversættelse En følsom rejse gennem Frankrig og Italien, 1942, 2. udg. 1960).
Sternes berømmelse hviler hovedsagelig på disse to værker. Tristram Shandy er et egenartet værk, i hvilket historien i den grad afbrydes af alle slags digressioner, at man ganske glemmer den; den begynder med heltens undfangelse; men han bliver først født midt i bogen. Imidlertid er den i al sin barokke formløshed en ren guldgrube af humoristiske og rørende træk, grebne lige ud af det daglige liv, og dens skikkelser virker endnu ved deres sprudlende liv.
I The Sentimental Journey har Sterne givet et af den følsomme litteraturs hovedværker; den blev beundret og efterlignet både i England og på fastlandet; i Danmark er Johannes Ewalds Levnet og Meninger og Jens Baggesens Labyrinthen tydelig påvirket af den. Den første danske oversættelse udkom 1775, mens Tristram Shandy først blev oversat i 1794.
Efter Sternes død udkom hans breve, udgivet af hans datter (2 bind, 1775), samt Letters from Yorick to Eliza (1775). Der er udkommet adskillige udgaver af hans samlede værker.